# Plaza Romania
Plaza România este un centru comercial din București, inaugurat la data de 28 octombrie 2004.
Are o suprafață închiriabilă de 41.000 de metri pătrați,
și găzduiește în total peste 150 de magazine și săli de cinematograf .
Este situat la intersecția Bulevardului Timișoara cu Pasajul Lujerului, între cartierele Drumul Taberei și Militari. A fost construit prin transformarea clădirii Complexului Comercial Agroindustrial Lujerului, unul dintre Circurile Foamei, nefinalizat pană la revoluție.
A fost inaugurat în urma unei investiții totale de 45 milioane de euro.
Este deținut de compania Anchor Group din Turcia, care mai deține și centrul comercial București Mall.
Anchor Grup face parte din grupul turc FIBA și este unul dintre primii investitori străini care au intrat pe piața locală de real estate în 1997.

## Galerie imagini

Centrul Comercial Plaza România și clădirea de birouri din apropiere (stânga)
Plaza România, vedere interioară
Clădire de birouri construită în apropiere